# After the Bawl
After the Bawl è un cortometraggio del 1919 diretto da William A. Seiter.

## Produzione
Il film fu prodotto per la National Film Corporation of America (con il nome Capitol Comedies) da William Parsons, un attore che, l'anno precedente, aveva prodotto Tarzan of the Apes, la sua prima produzione, film che era stato diretto da Scott Sidney (il secondo adattamento per lo schermo del romanzo di Edgar Rice Burroughs).

## Distribuzione
Distribuito dalla Goldwyn Distributing Company, il film - un cortometraggio in due bobine - uscì il 27 luglio 1919.